# Atelopus tamaensis
Atelopus tamaense és una espècie d'amfibi que viu a Colòmbia i Veneçuela.
Està amenaçada d'extinció per la pèrdua del seu hàbitat natural.